# Eishockey-Weltmeisterschaft 1933
Die 7. Eishockey-Weltmeisterschaft und 18. Eishockey-Europameisterschaft der Herren fand vom 18. bis 26. Februar 1933 in Prag in der Tschechoslowakei statt.
Im Vergleich zur Eishockey-Weltmeisterschaft 1931 gab es erneut einen veränderten Austragungsmodus. Zwölf Mannschaften nahmen an dieser WM teil. Während Titelverteidiger Kanada und Vizeweltmeister USA direkt für die Zwischenrunde qualifiziert waren, spielten die übrigen zehn Teams in drei Vorrundengruppen die übrigen sechs Zwischenrundenteilnehmer aus. Die ausgeschiedenen Mannschaften absolvierten Platzierungsspiele. Die acht Teams der Zwischenrunde spielten in zwei Gruppen mit je vier Mannschaften, die vier Teilnehmer des Halbfinales aus. Die gescheiterten Zwischenrundenteams spielten um die Plätze.
Bei dieser 7. Eishockey-WM riss die Siegesserie der Kanadier. Nach sechs Titelgewinnen bei sechs Titelkämpfen erlitten sie im Finale gegen die USA ihre erste WM-Niederlage überhaupt; für die USA war es der erste Titelgewinn und bis 2025 der einzige bei einer reinen Weltmeisterschaft. Dritter bei dieser WM wurde die Tschechoslowakei, die damit ein Jahr nach ihrem enttäuschenden Abschneiden bei der Europameisterschaft im Vorjahr ihren offiziell sechsten Europameistertitel feiern konnten.
Die Boston Olympics bildeten die US-Nationalmannschaft. Da jedoch auch einige Spieler aus New York mitwirkten, wurde das Team von der Amateur Athletic Union in „Rangers“ umbenannt und in den europäischen Zeitungen als „Massachusetts Rangers“ bezeichnet. Im Anschluss an die WM absolvierten die Rangers noch eine sechswöchige Europatournee mit diversen Spielen. Für Kanada trat das Team der Toronto Nationals an.

## Vorrunde

### Gruppe A
| 18. Februar 1933 | Tschechoslowakei | 8:0 (2:0, 4:0, 2:0) | Rumänien | Prag |

| 18. Februar 1933 | Österreich | 3:0 (0:0, 2:0, 1:0) | Königreich Italien | Prag |

| 19. Februar 1933 | Königreich Italien | 2:0 (1:0, 1:0, 0:0) | Rumänien | Prag |

| 19. Februar 1933 | Tschechoslowakei | 2:1 (1:1, 1:0, 0:0) | Österreich | Prag |

| 20. Februar 1933 | Österreich | 7:1 (3:0, 2:0, 2:1) | Rumänien | Prag |

| 20. Februar 1933 | Tschechoslowakei | 3:1 (1:0, 1:1, 1:0) | Königreich Italien | Prag |

Abschlusstabelle
| Pl | Mannschaft         | Sp | S | U | N | Tore  | Diff | Pkt. |
| -- | ------------------ | -- | - | - | - | ----- | ---- | ---- |
| 1  | Tschechoslowakei   | 3  | 3 | 0 | 0 | 13: 2 | +11  | 6:0  |
| 2  | Österreich         | 3  | 2 | 0 | 1 | 11: 3 | +8   | 4:2  |
| 3  | Königreich Italien | 3  | 1 | 0 | 2 | 3: 6  | -3   | 2:4  |
| 4  | Rumänien           | 3  | 0 | 0 | 3 | 1:17  | -16  | 0:6  |

### Gruppe B
| 18. Februar 1933 | Deutsches Reich | 6:0 (1:0, 3:0, 2:0) | Belgien | Prag |

| 19. Februar 1933 | Deutsches Reich | 2:0 (1:0, 1:0, 0:0) | Polen | Prag |

| 20. Februar 1933 | Polen | 1:0 (0:0, 1:0, 0:0) | Belgien | Prag |

Abschlusstabelle
| Pl | Mannschaft      | Sp | S | U | N | Tore | Diff | Pkt. |
| -- | --------------- | -- | - | - | - | ---- | ---- | ---- |
| 1  | Deutsches Reich | 2  | 2 | 0 | 0 | 8:0  | +8   | 4:0  |
| 2  | Polen           | 2  | 1 | 0 | 1 | 1:2  | -1   | 2:2  |
| 3  | Belgien         | 2  | 0 | 0 | 2 | 0:7  | -7   | 0:4  |

### Gruppe C
| 18. Februar 1933 | Schweiz | 5:1 | Lettland | Prag |

| 19. Februar 1933 | Schweiz | 1:0 | Ungarn | Prag |

| 20. Februar 1933 | Ungarn | 3:0 | Lettland | Prag |

Abschlusstabelle
| Pl | Mannschaft | Sp | S | U | N | Tore | Diff | Pkt. |
| -- | ---------- | -- | - | - | - | ---- | ---- | ---- |
| 1  | Schweiz    | 2  | 2 | 0 | 0 | 6:1  | +5   | 4:0  |
| 2  | Ungarn     | 2  | 1 | 0 | 1 | 3:1  | +2   | 2:2  |
| 3  | Lettland   | 2  | 0 | 0 | 2 | 1:8  | -7   | 0:4  |

### Gruppe D
| Kanada und Vereinigte Staaten gesetzt |

## Platzierungsspiele um die Plätze 9–12
1. Runde
| 24. Februar 1933 | Belgien | 2:3 | Rumänien | Prag |

| 24. Februar 1933 | Königreich Italien | 0:2 (0:1, 0:0, 0:1) | Lettland | Prag |

Spiel um Platz 9
| 25. Februar 1933 | Rumänien | 1:0 (0:0, 0:0, 1:0) | Lettland | Prag |

## Zwischenrunde

### Gruppe A
| 21. Februar 1933 | Österreich | 1:0 n. V. (0:0, 0:0, 0:0, 0:0, 0:0, 1:0) | Ungarn | Prag |

| 21. Februar 1933 | Kanada | 5:0 (1:0, 2:0, 2:0) | Deutsches Reich | Prag |

| 22. Februar 1933 | Deutsches Reich | 4:0 (1:0, 1:0, 2:0) | Ungarn | Prag |

| 22. Februar 1933 | Kanada | 4:0 | Österreich | Prag |

| 23. Februar 1933 | Österreich | 2:0 | Deutsches Reich | Prag |

| 23. Februar 1933 | Kanada | 3:1 | Ungarn | Prag |

Abschlusstabelle
| Pl | Mannschaft      | Sp | S | U | N | Tore  | Diff | Pkt. |
| -- | --------------- | -- | - | - | - | ----- | ---- | ---- |
| 1  | Kanada          | 3  | 3 | 0 | 0 | 12: 1 | +11  | 6:0  |
| 2  | Österreich      | 3  | 2 | 0 | 1 | 3: 4  | -1   | 4:2  |
| 3  | Deutsches Reich | 3  | 1 | 0 | 2 | 4: 7  | -3   | 2:4  |
| 4  | Ungarn          | 3  | 0 | 0 | 3 | 1: 8  | -7   | 0:6  |

### Gruppe B
| 21. Februar 1933 | Vereinigte Staaten | 7:0 | Schweiz | Prag |

| 21. Februar 1933 | Tschechoslowakei | 1:0 (1:0, 0:0, 0:0) | Polen | Prag |

| 22. Februar 1933 | Vereinigte Staaten | 4:0 | Polen | Prag |

| 22. Februar 1933 | Tschechoslowakei | 1:0 (1:0, 0:0, 0:0) | Schweiz | Prag |

| 23. Februar 1933 | Schweiz | 3:1 | Polen | Prag |

| 23. Februar 1933 | Tschechoslowakei | 0:6 (0:1, 0:4, 0:1) | Vereinigte Staaten | Prag |

Abschlusstabelle
| Pl | Mannschaft         | Sp | S | U | N | Tore  | Diff | Pkt. |
| -- | ------------------ | -- | - | - | - | ----- | ---- | ---- |
| 1  | Vereinigte Staaten | 3  | 3 | 0 | 0 | 17: 0 | +17  | 6:0  |
| 2  | Tschechoslowakei   | 3  | 2 | 0 | 1 | 2: 6  | -4   | 4:2  |
| 3  | Schweiz            | 3  | 1 | 0 | 2 | 3: 9  | -6   | 2:4  |
| 4  | Polen              | 3  | 0 | 0 | 3 | 1: 8  | -7   | 0:6  |

## Platzierungsspiele um die Plätze 5–8
Spiel um Platz 7
| 24. Februar 1933 | Ungarn | 1:1+ | Polen | Prag |

|  |  |  |  |  |

Spiel um Platz 5
| 24. Februar 1933 | Deutsches Reich | 1:1+ | Schweiz | Prag |

|  |  |  |  |  |

Da im Spiel um Platz 5 und Platz 7 zweimal Unentschieden gespielt wurde, entschieden die insgesamt erzielten Tore um die Platzierung; hier belegte Deutschland mit 12:7 Toren (+ 5) gegenüber der Schweiz mit 9:10 Toren (-1) den 5. Platz und Ungarn mit 4:9 Toren (–5) gegenüber Polen mit 2:10 Toren (–8) den 7. Platz.

## Finalrunde
Halbfinale
| 25. Februar 1933 | Vereinigte Staaten | 4:0 (3:0, 0:0, 1:0) | Österreich | Prag |

| 25. Februar 1933 | Tschechoslowakei | 0:4 (0:2, 0:1, 0:1) | Kanada | Prag |

Spiel um Platz 3
| 26. Februar 1933 15:00 Uhr | Tschechoslowakei Josef Maleček (64.) Josef Maleček (64:15) | 2:0 n. V. (0:0, 0:0, 0:0, 0:0, 2:0) | Österreich | Zimní stadion Štvanice, Prag Zuschauer: 11.000 |

Finale
| 26. Februar 1933 20:00 Uhr | USA Sherman Forbes (4.) John Garrison (51.) | 2:1 n. V. (0:0, 1:1, 0:0, 1:0) | Kanada Gordon Kerr (13.) | Zimní stadion Štvanice, Prag Zuschauer: 12.000 |

## Abschlussplatzierung der WM

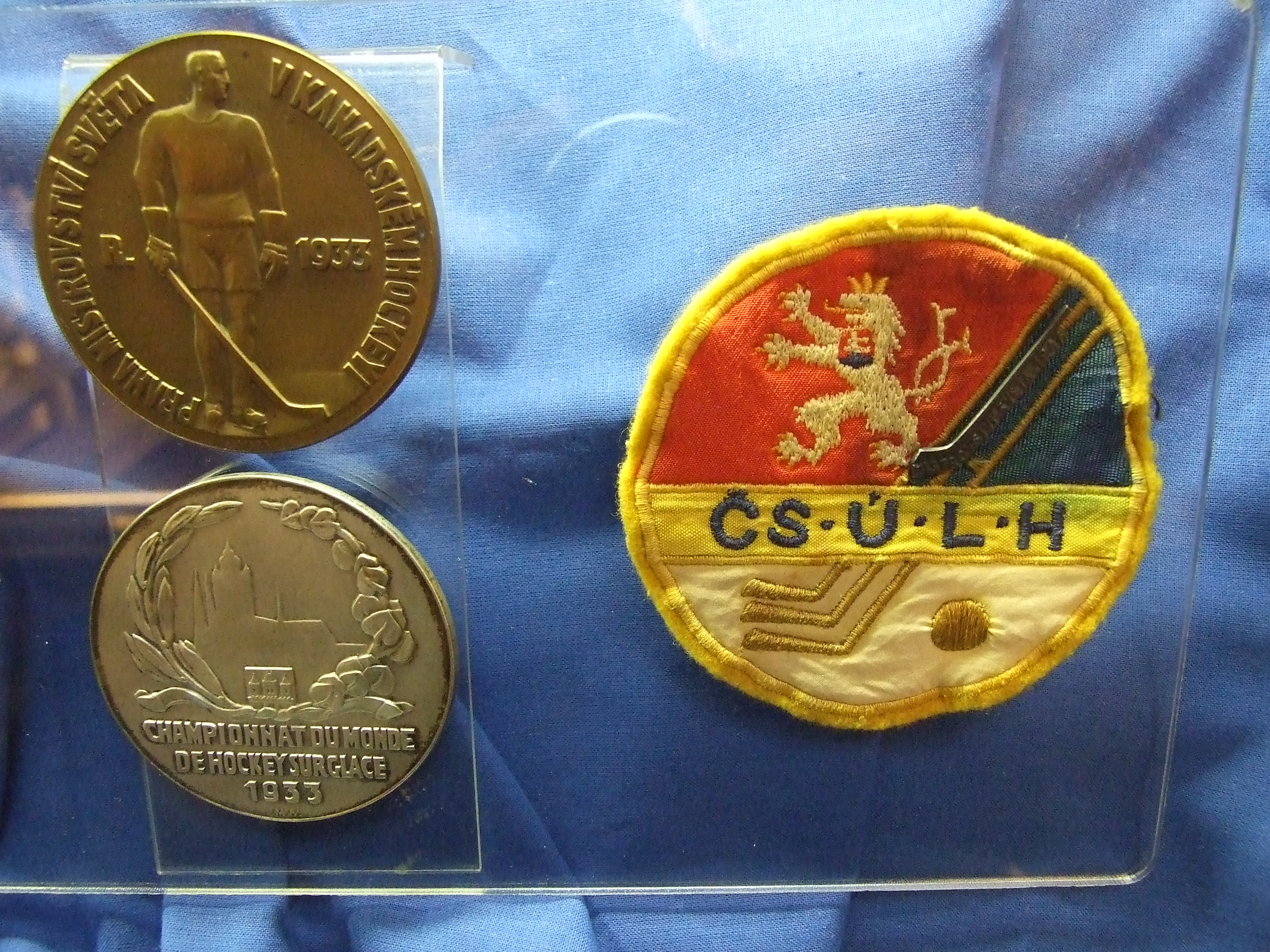
Gedenkmedaille der Weltmeisterschaft 1933

| RF | Team               |
| -- | ------------------ |
| 1  | Vereinigte Staaten |
| 2  | Kanada             |
| 3  | Tschechoslowakei   |
| 4  | Österreich         |
| 5  | Deutsches Reich    |
| 6  | Schweiz            |
| 7  | Ungarn             |
| 8  | Polen              |
| 9  | Rumänien           |
| 10 | Lettland           |
| 11 | Königreich Italien |
| 12 | Belgien            |

### Meistermannschaften der WM
| Weltmeister USA         | Massachusetts Rangers: Gerry Cosby, John Garrison, Ben Langmaid, Winthrop Palmer, Frank Holland, Larry Sanford, Channing Hillard, Stewart Iglehart, Sherman Forbes, Jim Breckinridge; Trainer: Walter A. Brown |
| Silber Kanada           | Toronto Nationals: Ron Geddes, Norbert Mueller – Jack Hearn, Clare McIntyre – Ken Kane, Cliff Chisholm, Scotty MacAlpine, Frank Collins, Lloyd Huggins, Gord Kerr, Marty Nugent Trainer: Harold Ballard        |
| Bronze Tschechoslowakei | Jan Peka, Jan Vorel – Jaroslav Pušbauer, Wolfgang Dorasil, Zbislav Petrs, Jan Michálek – Jirí Tožicka, Josef Maleček, Karel Hromádka, Alois Cetkovský, Tomáš Švihovec, Oldřich Kučera, Hans Mattern            |

## Abschlussplatzierung der EM
| RF | Team               |
| -- | ------------------ |
| 1  | Tschechoslowakei   |
| 2  | Österreich         |
| 3  | Deutsches Reich    |
| 3  | Schweiz            |
| 5  | Polen              |
| 5  | Ungarn             |
| 7  | Rumänien           |
| 8  | Lettland           |
| 9  | Königreich Italien |
| 10 | Belgien            |

### Meistermannschaften der EM

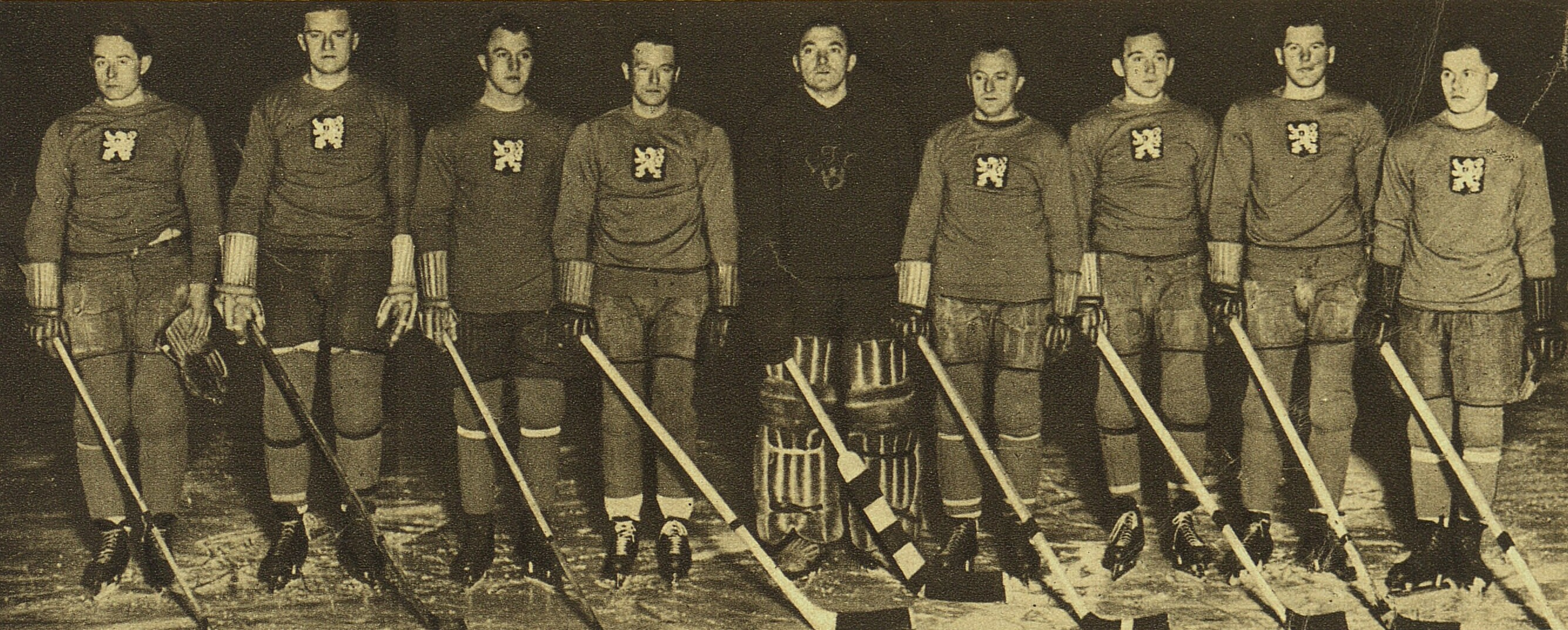
Mannschaft der Tschechoslowakei

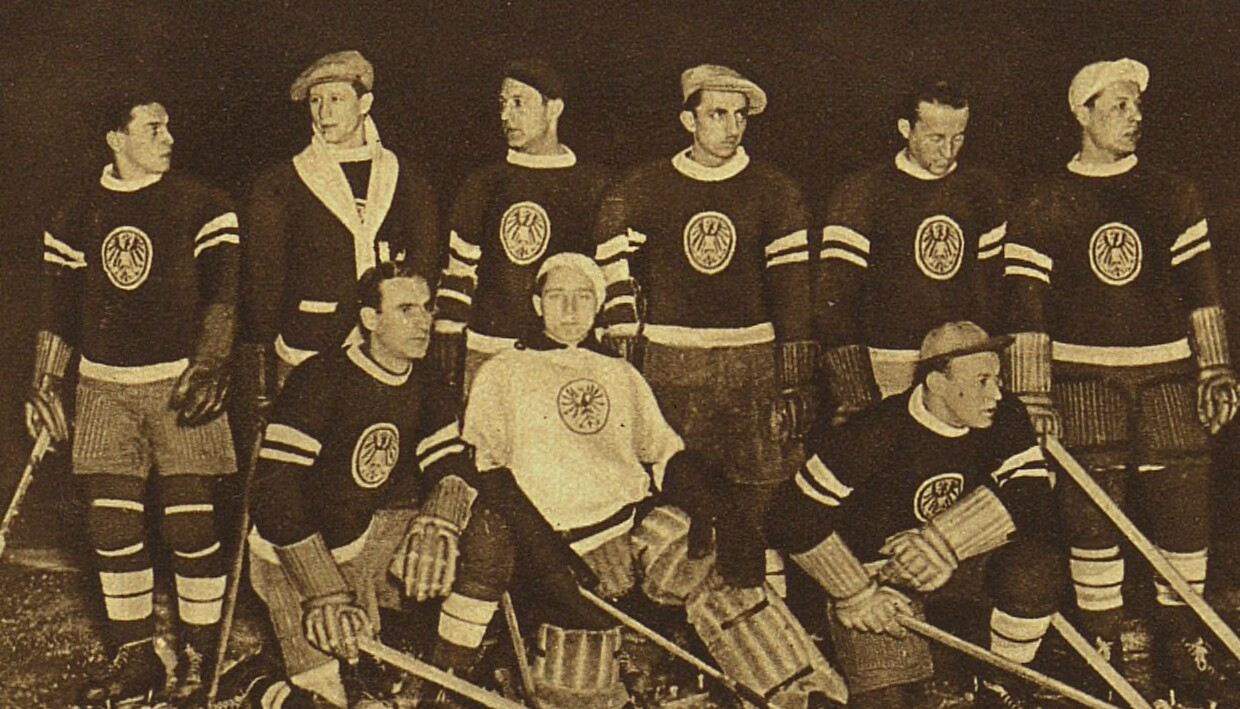
Österreichische Mannschaft

| Europameister Tschechoslowakei | Jan Peka, Jan Vorel – Jaroslav Pušbauer, Wolfgang Dorasil, Zbislav Petrs, Jan Michálek – Jirí Tožicka, Josef Maleček, Karel Hromádka, Alois Cetkovský, Tomáš Švihovec, Oldřich Kučera, Hans Mattern                                  |
| Silber Österreich              | Otto Amenth, Hermann Weiss – Jacques Dietrichstein, Franz Csöngei, Hans Trauttenberg – Friedrich Demmer, Hans Ertl, Karl Kirchberger, Josef Göbl, Karl Rammer, Hans Tatzer, Herbert Brück, Lambert Neumaier Trainer: Hans Weinberger |
| Bronze Deutschland             | Wilhelm Egginger, Gerhard Ball – Erich Römer, Martin Schröttle – Horst Orbanowski, Rudi Ball, Gustav Jaenecke, Hans Lang, Georg Strobl, Werner Korff, Anton Wiedemann, Hans Schütte Trainer: Erich Römer                             |
| Bronze Schweiz                 | Arnold Hirtz, Emil Eberle – Emil Meerkämper, Jürg Bächtold – Riccardo Torriani, Hans Cattini, Ferdinand Cattini, Paul Müller, Conrad Torriani, Charles Kessler, Albert Geromini, Thomas Pleisch Trainer: Mezzi Andreossi             |